# Luke (gmina Čajniče)
Luke (cyr. Луке) – wieś w Bośni i Hercegowinie, w Republice Serbskiej, w gminie Čajniče. W 2013 roku liczyła 231 mieszkańców.